# Operacja Mars
Operacja Mars, lub rżewsko-syczewska strategiczna operacja zaczepna (ros. операция «Марс», Ржевско-Сычёвская стратегическая наступательная операция) – ofensywa wojsk radzieckich na broniony przez Niemców tzw. występ rżewski w bezpośredniej bliskości Moskwy, trwająca od 25 listopada do 23 grudnia 1942 roku.
Największa obok operacji Uran pod Stalingradem radziecka operacja ofensywna 1942 roku. W odróżnieniu jednak od zakończonej zniszczeniem 6 Armii feldmarszałka Friedricha Paulusa operacji Uran, ofensywa w rejonie Rżewa zakończyła się całkowitą klęską, z ogromnymi radzieckimi stratami w ludziach i sprzęcie. Z uwagi na ogromne straty osobowe, zwłaszcza radzieckie, bitwa uzyskała przydomek „rżewskiej maszyny do mielenia mięsa”. W okresie stalinowskim i powojennym, przegrana bitwa była przemilczana, lub też umniejszano jej znaczenie, przez przedstawianie jej jako drugorzędnej operacji mającej jedynie odwrócić niemiecką uwagę od operacji pod Stalingradem. Bitwa ta była jednak największą klęską gen. Gieorgija Żukowa poniesioną w 1942 roku.

## Założenia
Celem operacji było okrążenie większości wojsk niemieckiej 9 Armii uderzeniami 41, 22, 39 i 20 Armii na północną część występu rżewskiego. Po zakończeniu tej operacji, wymienione siły radzieckie miały zaatakować Wiaźmę wspólnie z 5 i 33 Armią wzmocnionymi 9 i 10 Korpusem Pancernym i być może 3 Armią Pancerną. Ta faza działań ofensywnych miała nosić kryptonim Jowisz (lub Neptun) i doprowadzić do rozbicia pozostałości 9 Armii, a także niemieckiej 3 Armii Pancernej. W efekcie większość sił Grupy Armii Środek uległaby zniszczeniu, a wojska radzieckie mogłyby zaatakować Smoleńsk.
Sukces operacji Mars i Jowisz pod Rżewem oraz Wiaźmą, wraz z udanymi operacjami Uran i Saturn pod Stalingradem, miały doprowadzić do zniszczenia ogromnych sił Niemiec i ich sojuszników, a zapewne też do przegrania przez Niemcy wojny już w 1943 roku.

## Siły obu stron
Wojska radzieckie składały się z 41 i 22 Armii Frontu Kalinińskiego oraz z 39 i 20 Armii Frontu Zachodniego.
Cztery radzieckie armie otrzymały duże wzmocnienia. Były to:
- w 41 Armii – 6 Korpus Strzelecki i 1 Korpus Zmechanizowany
- w 22 Armii – 3 Korpus Zmechanizowany
- w 20 Armii – 8 Korpus Strzelecki Gwardii, 5 i 6 Korpus Pancerny, 2 Korpus Kawalerii Gwardii.

Ponadto w odwodzie 20 Armii znajdował się 8 Korpus Pancerny. Wszystkie armie otrzymały również liczne dodatkowe siły – brygady zmechanizowane i pancerne, pułki artylerii, jednostki inżynieryjne. 20 Armia miała około 114 tysięcy żołnierzy, 41 Armia około 105 tysięcy, 39 Armia około 90 tysięcy, a 22 Armia około 80 tysięcy.
Wsparcia udzielić miały znacznie słabsze 29, 30 i 31 Armia.
Wojska niemieckie składały się na 9 Armię z Grupy Armii Środek. 15 listopada 1942 roku, na dziesięć dni przed ofensywą, armia liczyła 5 korpusów (od zachodniej flanki: VI Korpus Armijny, XXXXI Korpus Pancerny, XXIII i XXVII Korpus Armijny oraz XXXIX Korpus Pancerny), które wraz z rezerwami armijnymi i przyporządkowanymi 9 Armii z Grupy Armii Środek zawierały 17 dywizji piechoty (lub ich równowartość), 2 dywizje polowe Luftwaffe, 4 dywizje pancerne, 2 i ⅛ dywizji zmotoryzowanej oraz 1 dywizję kawalerii SS, ogółem 19 dywizji piechoty oraz 7 i ⅛ dywizji mobilnych.
W tym czasie, większość dywizji piechoty Grup Armii Północ i Środek było zdolnych jedynie do obrony stacjonarnej ze względu na niedobór ludzi, artylerii, środków transportu itp. spowodowany ciężkimi stratami poniesionymi poprzedniej zimy. 9 Armia poniosła też poważne straty w letniej ofensywie Armii Czerwonej. Większość posiłków i uzupełnień Niemcy kierowali do wojsk walczących na południu.
Przed nacierającymi armiami sowieckimi znajdowały się:
- przed 41 Armią – XXXXI Korpus Pancerny
- przed 22 i 39 Armią – XXIII Korpus Armijny
- przed 20 Armią – XXXIX Korpus Pancerny

Po rozpoczęciu bitwy 9 Armia otrzymała także XXX Korpus Armijny oraz 3 dodatkowe dywizje pancerne.

## Dowódcy
ZSRR:
- koordynacja działań frontów, naczelne dowództwo: Józef Stalin, Gieorgij Żukow
- Front Kaliniński – Maksim Purkajew
- Front Zachodni – Iwan Koniew
- 41 Armia – Gierman Tarasow/Iwan Managarow (w grudniu)
- 22 Armia – Wasilij Juszkiewicz
- 39 Armia – Aleksiej Zygin
- 20 Armia – Nikołaj Kiriuchin

III Rzesza:
- Grupa Armii Środek – Günther von Kluge
- 9 Armia – Walther Model
- XXXXI KPanc. – Josef Harpe
- XXIII KA – Carl Hilpert
- XXXIX KPanc. – Hans Jürgen von Arnim
- XXX KA – Maximilian von Fretter-Pico

## Przebieg

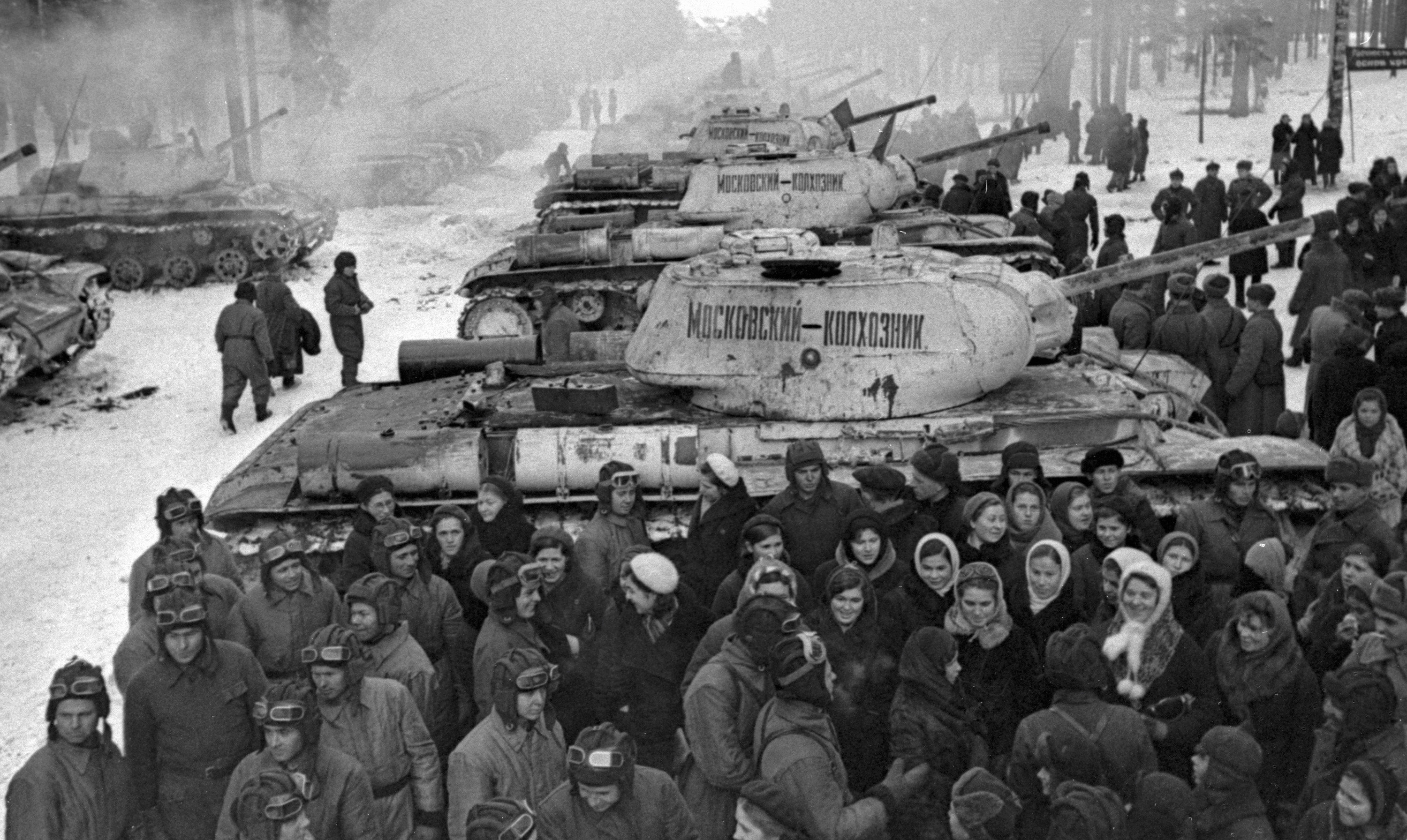
Sowieckie załogi czołgów KW-1S z kołchoźnicami z przedmieść Moskwy, 1 grudnia 1942 roku

25 listopada 1942 roku rozpoczęło się radzieckie natarcie. 41 i 22 Armia dokonały nieznacznych przełamań frontu, które wykorzystały ich jednostki szybkie. 1 Korpus Zmechanizowany nacierał na południowy wschód, częścią sił zachodząc od tyłu silnie ufortyfikowany Biełyj. 3 Korpus Zmechanizowany zwyciężał w dolinie rzeki Łuczesa między Biełym a Oleninem. Nad Wołgą, XXIII Korpus Armijny dokonał planowego odwrotu przed atakującą 39 Armią.
Najpotężniejsza 20 Armia atakująca nad rzeką Wazuzą nie odniosła sukcesów. Jej potężne korpusy pancerne walczyły o silnie umocnione wioski, a dywizje piechoty wykrwawiały się w atakach na doskonale przygotowanych do ich odparcia Niemców. Z najwyższym trudem 20 Armia wybiła mały wyłom w liniach niemieckich i wprowadziła do niego 2 Korpus Kawalerii Gwardii, który szybko został odcięty przez niemiecki kontratak. Część okrążonych zdołała przebić się na wschód, pozostali ukryli się w lasach i walczyli jako partyzanci.
Z czasem 22 i 39 Armia zmniejszyły impet natarcia, głównie ze względu na ogromne straty w czołgach. Przełamania pod Biełym nie udało się wykorzystać, gdyż Niemcy uderzyli na prawą flankę 41 Armii, okrążając większość jej sił uderzeniowych. Spośród 80 tysięcy okrążonych niewielu, jak dowódca zniszczonego 1 Korpusu Zmechanizowanego gen. M.D. Sołomatin, zdołało przebić się przez linie niemieckie. Próba Żukowa wznowienia ofensywy w grudniu również zakończyła się klęską.

## Straty
Dokładne straty obu stron są niemożliwe do ustalenia ze względu na utratę dokumentów (zwłaszcza niemieckich) w późniejszych bitwach, czy brak prowadzenia oficjalnych statystyk przez walczące strony.
Zespół rosyjskich historyków pod kierownictwem gen. G.F. Kriwoszejewa oceniał radzieckie straty w operacji Mars na 215 tysięcy (70 tysięcy strat bezpowrotnych – zabici, zaginieni, jeńcy, 145 tysięcy strat powrotnych – ranni i chorzy). Amerykański historyk David M. Glantz, autor monografii o operacji Mars, oceniał te straty na 100 tysięcy bezpowrotnych i 235 tysięcy powrotnych, ogółem około 335 tysięcy ludzi. 20 Armia straciła 58 ze 114 tysięcy żołnierzy.
Niektóre jednostki, zwłaszcza w okrążonej 41 Armii, zostały całkowicie zniszczone. Niemiecki raport po bitwie podawał liczbę 1847 zniszczonych sowieckich czołgów.
Niemiecka 9 Armia w okresie od 20 listopada do końca grudnia 1942 roku poniosła straty: 7298 zabitych, 31 800 rannych oraz 2586 zaginionych. Największe straty w tej operacji Niemcy ponieśli na początku grudnia 1942 roku. W ciągu pierwszych 10 dni grudnia stracili: 2531 zabitych, 8398 rannych oraz 1188 zaginionych – łącznie: 12 117 ludzi. Świadczy to o wyjątkowym wręcz nasileniu walk porównywalnym z bitwą o Stalingrad (w pierwszej dekadzie sierpnia 1942 roku, w okresie największego nasilenia walk, 6 Armia straciła w Stalingradzie: 2677 zabitych, 6906 rannych i 165 zaginionych – łącznie: 9748 ludzi) i to w sytuacji, gdzie 9 Armia pod Rżewem broniła swoich umocnionych pozycji, a nie szturmowała silnie bronione miasto jak 6 Armia w Stalingradzie.

## Skutki
Operacja zakończyła się klęską wojsk radzieckich, które były dalekie od okrążenia 9 Armii i zagrożenia całej Grupie Armii Środek. Ich postępy były minimalne i nie mogły być wykorzystane. Lokalne sukcesy terenowe zostały okupione ogromnymi stratami w ludziach i utratą większości czołgów. Niemcy zaś stosunkowo małym kosztem wyeliminowali silne zgrupowania radzieckie.
Choć Niemcy odnieśli zwycięstwo pod Rżewem, sytuacja na innych odcinkach frontu była dla nich niekorzystna. W marcu 1943 roku w wyniku klęski stalingradzkiej Adolf Hitler zdecydował się wycofać 9 Armię spod Rżewa (operacja Bawół), co umożliwiło użycie jej w czasie bitwy na łuku kurskim.

## Znaczenie operacji Mars i Uran
Radzieccy historycy próbowali umniejszać znaczenie operacji Mars, określając ją jako akcję mającą jedynie na celu odwrócenie niemieckiej uwagi od operacji Uran. Teorii o podrzędnym znaczeniu operacji Mars wobec operacji Uran (oraz takiego stosunku ofensyw mających po nich nastąpić) przeczy fakt, że ZSRR zaangażował do obu niemal jednakowe siły. Niemniej jednak uwikłanie 9 Armii w walki uniemożliwiło przesunięcie większych sił z Grupy Armii Środek w rejon Stalingradu, gdzie operacje Uran i Saturn doprowadziły do okrążenia 6 Armii feldmarszałka Friedricha Paulusa.
|                                                                         | Operacje Mars i Jowisz     | Operacje Uran i Saturn     |
| ----------------------------------------------------------------------- | -------------------------- | -------------------------- |
| Liczba żołnierzy na początku operacji                                   | 668 000+415 000=1 083 0001 | 700 000+400 000=1 100 0002 |
| Liczba czołgów                                                          | 36721                      | 2778                       |
| Liczba dywizji                                                          | 651                        | 53,5                       |
| Liczba brygad (samodzielnych oraz wchodzących w skład innych jednostek) | 761                        | 62,5                       |

1. wraz z siłami 3 Armii Uderzeniowej atakującej Wielkie Łuki w ofensywie pomocniczej wobec operacji Mars (4 i 5 Korpus Strzelecki Gwardii, 2 Korpus Zmechanizowany) – 7 dywizji piechoty, 3 brygady pancerne i 3 zmechanizowane, 215 czołgów.
2. dane szacunkowe, mniej dokładne